# Аеродром Логан Бостон
Међународни аеродром Генерал Едвард Лоренс Логан  (IATA: BOS, ICAO: KBOS) познатији као Међународни аеродром Бостон Логан   је међународни аеродром који се налази углавном у источном Бостону и делимично у Винтропу. Простире се на 965 ха, има шест писта и четири путничка терминала и запошљава око 16.000 људи. Укључен је у Национални план интегрисаних аеродромских система Федералне управе за ваздухопловство у којем је категорисан као велики чвориште примарног комерцијалног сервисног објекта. 
Отворен је 1923. и назван по генералу Едварду Лоренсу Логану, војнику и политичару из 20. века, родом из Бостона, Међународни аеродром Логан је највећи аеродром у Масачусетсу и региону Нове Енглеске, по броју путника и терета, као и најпрометнији аеродром на североистоку Сједињених Држава ван метрополитанског подручја Њујорка . Аеродром је 2024. примио 43,5 милиона путника, највише у својој историји. Има директне летове до дестинација широм Сједињених Држава и света. Логан је североисточно чвориште за Кејп ер и секундарно трансатлантско чвориште за Делта ерлајнс, које опслужује неколико дестинација у Европи. Такође је оперативна база за Џет блу.   Америкен ерлајнс и Јунајтед ерлајнс такође обављају значајне операције са аеродрома, укључујући дневне трансконтиненталне летове. Сви главни амерички авио-превозници нуде летове из Бостона до свих или већине својих примарних и секундарних чворишта.

## Статистика

### Најпопуларније дестинације
| Ранг | Аеродром                   | Путници | Авио-компаније које опслужују               |
| ---- | -------------------------- | ------- | ------------------------------------------- |
| 1    | Чикаго–О’Хара, Илиноис     | 856.770 | Американ, Делта, ЏетБлу, Јунајтед           |
| 2    | Атланта, Џорџија           | 790.750 | Делта, Фронтиер, ЏетБлу, Спирит             |
| 3    | Вашингтон–Нешнал, ДЦ       | 750.740 | Американац, Делта, ЏетБлу                   |
| 4    | Орландо, Флорида           | 738.850 | Делта, Фронтиер, ЏетБлу, Саутвест, Спирит   |
| 5    | Сан Франциско, Калифорнија | 667.710 | Аљаска, Делта, ЏетБлу, Јунајтед             |
| 6    | Лос Анђелес, Калифорнија   | 631.010 | Американ, Делта, ЏетБлу, Спирит, Јунајтед   |
| 7    | Денвер, Колорадо           | 604.130 | Делта, ЏетБлу, Саутвест, Јунајтед           |
| 8    | Далас-Форт Ворт, Тексас    | 575.540 | Американац, Делта, Фронтиер, ЏетБлу, Спирит |
| 9    | Шарлот, Северна Каролина   | 563.030 | Америчка, Делта, Граница                    |
| 10   | Мајами, Флорида            | 558.480 | Амерички, Делта, Фронтијер, ЏетБлу          |

| Ранг | Град                                | Путници   | Носачи                                                  |
| ---- | ----------------------------------- | --------- | ------------------------------------------------------- |
| 1    | Лондон–Хитроу, Уједињено Краљевство | 1.050.067 | Американ, Бритиш ервејз, Делта, Џетблу, Вирџин Атлантик |
| 2    | Париз – Шарл де Гол, Француска      | 523.079   | Ер Франс, Делта, ЏетБлу                                 |
| 3    | Даблин, Ирска                       | 482.721   | Ер Лингус, Делта, ЏетБлу                                |
| 4    | Амстердам, Холандија                | 422.160   | Делта, ЏетБлу, КЛМ                                      |
| 5    | Рејкјавик–Кефлавик, Исланд          | 352.237   | Исландер, ИГРАЈ                                         |
| 6    | Орањестад, Аруба                    | 325.026   | Делта, ЏетБлу                                           |
| 7    | Лисабон, Португал                   | 324.143   | Делта, ТАП Ер Португал                                  |
| 8    | Торонто–Пирсон, Канада              | 291.557   | Ер Канада                                               |
| 9    | Канкун, Мексико                     | 263.710   | Американац, Делта, ЏетБлу                               |
| 10   | Франкфурт, Немачка                  | 237.776   | Кондор, Луфтханза                                       |

### Годишњи саобраћај
Погледајте необрађени захтев + реф. на Wikidata.

## Алтернативни аеродроми
Два историјски позната алтернативна аеродрома за Логан налазе се ван Масачусетса. Регионални аеродром Манчестер-Бостон у Манчестеру налази се приближно 90 км северно-северозападно од Логана, просечно време вожње је 62 минута преко међудржавних аутопутева I-90 и I-93 . Раније познат као аеродром у Манчестеру, од априла 2006. године у свом називу садржи „Бостон“  Аеродром Т. Ф. Грин у Ворвику, налази се 97 км југо-југозападно од Логана, у просеку 76 минута од Логана преко аутопутева I-90, I-93 и I-95, или 100 минута вожње аутобусом.